# 羅馬蒂布爾蒂納車站

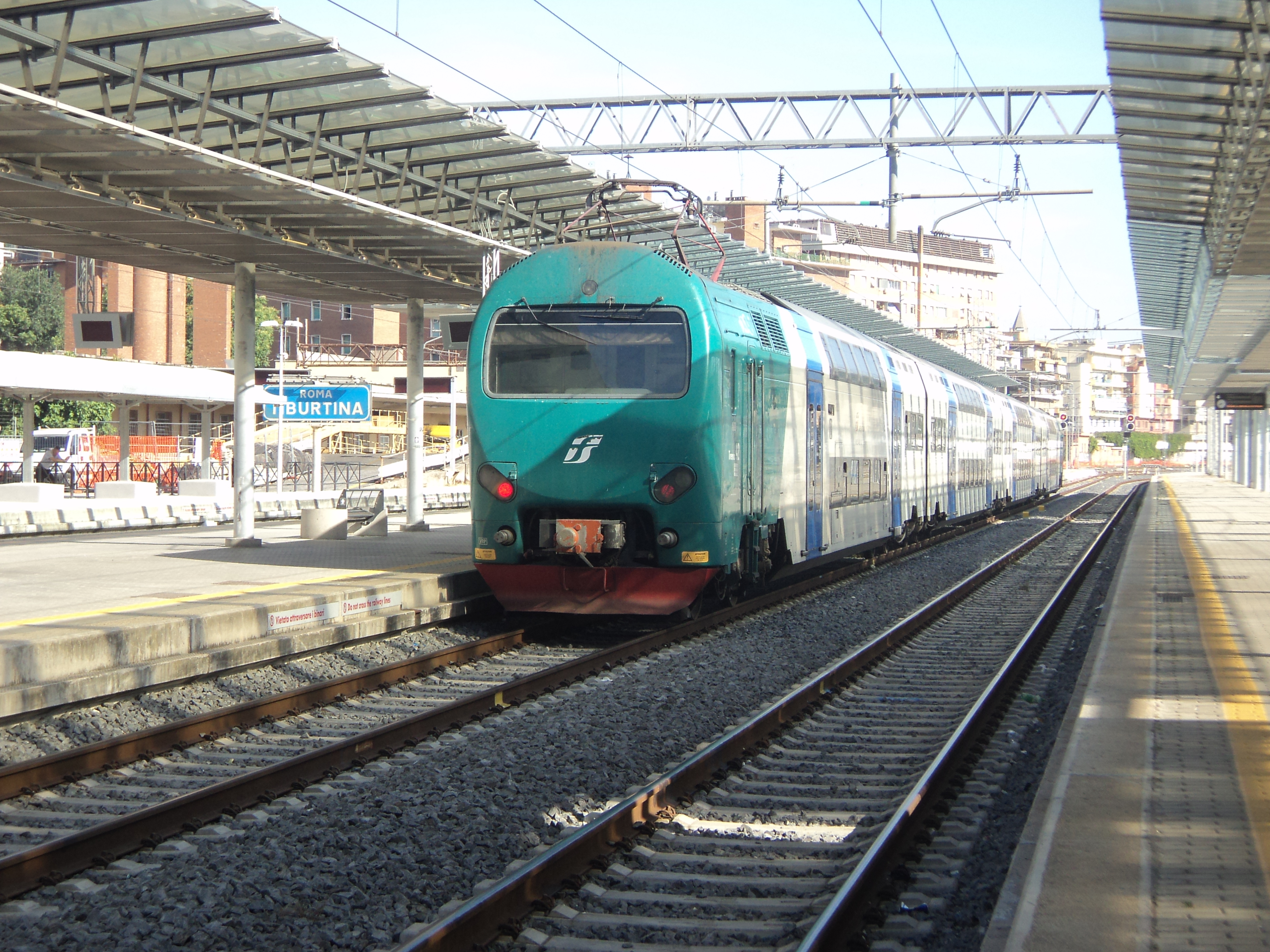
車站月台

羅馬蒂布爾蒂納車站（義大利語：Stazione di Roma Tiburtina）是義大利首都羅馬的一座鐵路車站，是繼罗马特米尼车站後，羅馬的第二大火車站。蒂布爾蒂納車站位於羅馬的東北部，最初建於19世紀60年代，在2007年至2011年期間，車站經歷了大規模的重建，在這段期間，大部分原始車站的建築和基礎設施皆被拆除和更換。目前共有20座月台 。

## 轉乘
- 罗马地铁B線蒂布爾蒂納站

## 外部連結
维基共享资源上的相關多媒體資源：羅馬蒂布爾蒂納車站
41°54′37″N 12°31′51″E / 41.91028°N 12.53083°E